# أماديو جاسباريني
أماديو جاسباريني (بالإسبانية: Amadeo Gasparini)‏ هو لاعب كرة قدم أرجنتيني في مركز الوسط، ولد في 24 يناير 1962 في الأرجنتين. لعب مع تاليريس كوردوبا وتشاكاريتا جيونيورز وروزاريو سنترال وكلوب ديسترويرس ونادي مالقا.